# Pseudoathyreus freyi
Pseudoathyreus freyi là một loài bọ cánh cứng trong họ Geotrupidae. Loài này được Gomes Alves miêu tả khoa học năm 1957.